# 山西独活
山西独活（学名：Heracleum schansianum）为伞形科独活属的植物，为中国的特有植物。分布于中国大陆的山西等地，生长于海拔1,800米的地区，目前尚未由人工引种栽培。